# 수비학

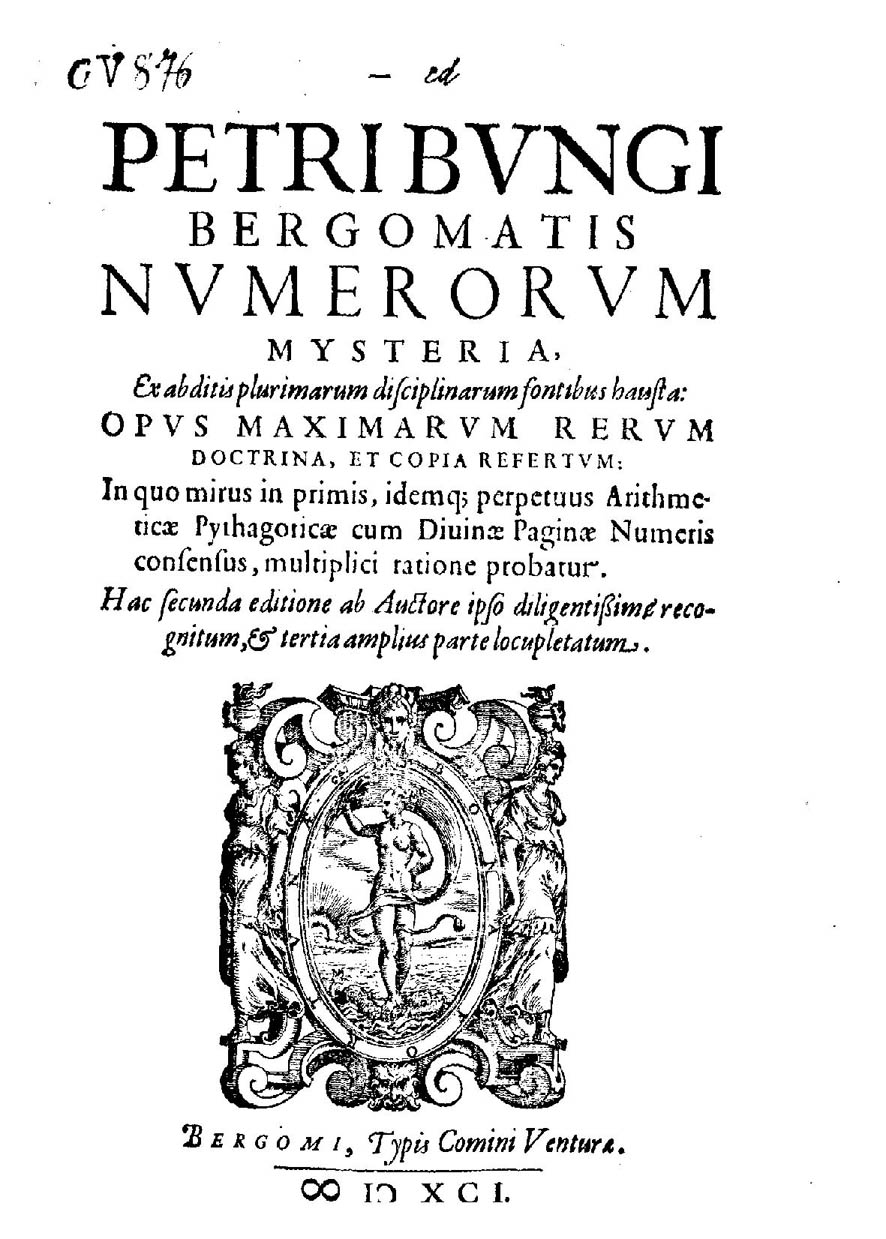
Pietro Bongo, Numerorum mysteria, 1591

수비학(數祕學, 영어: numerology) 또는 수비술은 숫자와 사람, 장소, 사물, 문화 등의 사이에 숨겨진 의미와 연관성을 공부하는 학문이다. 칼데아의 수비학, 피타고라스의 수비학, 카발라의 수비학(게마트리아•노타리콘) 등이 있다.